# Hotel Hilton Buenos Aires
El Hilton Buenos Aires es un hotel cinco estrellas de la cadena Hilton, que funciona en el barrio de Puerto Madero de la ciudad de Buenos Aires.

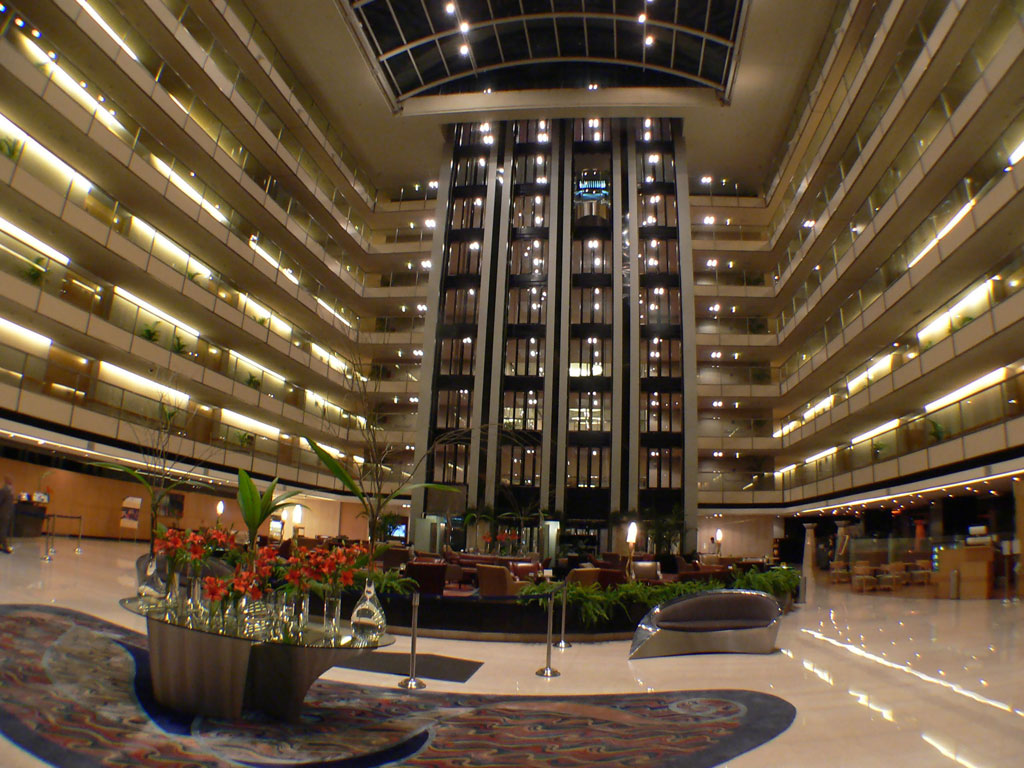
El imponente lobby del hotel

El proyecto surgió hacia 1998, cuando la compañía South Convention Center anunció el proyecto de construcción de un centro de oficinas que incluiría un hotel de la cadena Hilton. El proyecto fue adjudicado al estudio Mario Roberto Álvarez y Asociados, y las obras comenzaron rápidamente.
La polémica se disparó a fines de noviembre de ese año, cuando los medios comunicaron que se la constructora (Benito Roggio e Hijos) había destruido durante las excavaciones para los cimientos los restos de una embarcación hundida que estaba sepultada desde fines del siglo XVIII. A pesar de los conflictos con la Defensoría del Pueblo, el hecho consumado no tuvo mayores consecuencias, y la obra avanzó.
El Centro de convenciones del Hilton fue ya habilitado en enero de 2000, y el primer evento de importancia que se celebró en él fue la entrega de los Premios Martín Fierro de ese año. El hotel fue inaugurado hacia mitad de ese año.
También fue la sede de la 125ª Sesión del Comité Olímpico Internacional que se realizó desde el 7 de septiembre al 10 de septiembre de 2013 donde se definió la sede de los Juegos Olímpicos de 2020.
En 2021, se realizó la cuarta edición de los Coscu Army Awards, un evento que se encarga de premiar a los usuarios más destacados de Twitch en Argentina durante el año, además contó con un pico de 364 mil espectadores.